# Tokyo Dome City Attractions
Tokyo Dome City Attractions (東京ドームシティアトラクションズ) est un parc de loisirs situé à côté du Tokyo Dome à Bunkyō, Tokyo, Japon. Il fait partie du complexe de loisirs Tokyo Dome City. Ouvert en 1958, il fut connu jusqu'en avril 2003 sous le nom Kōrakuen (後楽園ゆうえんち). Parmi les attractions, la grande roue Big O Ferris wheel et les montagnes russes Thunder dolphin.